# Umor acqueo
L'umor acqueo o umore acqueo è un liquido salino che si trova tra la cornea e l'altra lente naturale del nostro occhio, il cristallino. Contribuisce a dare volume al bulbo oculare.

## Produzione e riassorbimento
Viene prodotto dall'epitelio dei processi ciliare del corpo ciliare nella camera posteriore dell'occhio. Attraverso la pupilla circola nella camera anteriore dell'occhio dove viene riassorbito nei suoi bordi.
Viene riassorbito nell'angolo dell'iride mediante il trabecolato, una struttura oculare porosa posta tra sclera e cornea per passare poi nel canale di Schlemm ed entrare nella circolazione venosa.
Sembra che anche l'iride partecipi sia alla produzione che all'assorbimento.

## Composizione
Si presenta come un liquido trasparente simile all'acqua e contiene amminoacidi, glucosio e acido ascorbico in elevate concentrazioni
Ha una pressione tra i 14 e i 20 mmHg.

## Funzione
Essendo uno dei mezzi refrattivi dell'occhio contribuisce alla corretta messa a fuoco delle immagini. Avendo densità simile all'acqua, permette al cristallino di mettere a fuoco sott'acqua.